# Ширяев, Андрей Александрович
Андрей Александрович Ширяев (29 октября 1904 года, слобода Самойловка, Балашовский уезд, Саратовская губерния — 29 января 1951 года, Рига) — советский военный деятель, полковник (1942 год).

## Начальная биография
Андрей Александрович Ширяев родился 29 октября 1904 года в слободе Самойловка Балашовского уезда Саратовской губернии.
До службы в армии учился на сельскохозяйственном факультете Азербайджанского политехнического института в Баку.

## Военная служба

### Довоенное время
10 ноября 1926 года А. А. Ширяев призван в ряды РККА с первого курса института и направлен в 3-й Бакинский стрелковый полк в составе Азербайджанской дивизии, где зачислен в полковую школу, однако 9 декабря переведён в команду одногодичников в составе 1-го стрелкового полка железной им. 26 Бакинских комиссаров Азербайджанской дивизии, а в январе 1927 года — на курсы командиров пулемётных взводов запаса в 4-м Кавказском стрелковом полку (2-я Кавказская стрелковая дивизия имени А. К. Степина), дислоцированном в г. Гянджа. В ноябре 1927 года сдал экзамен на звание командира взвода запаса и 20 декабря уволен в запас. В период с 31 мая по 15 июля 1931 года проходил переподготовку на курсах среднего комсостава при 6-м Кавказском стрелковом полку.
В конце февраля 1932 года А. А. Ширяев вновь призван на переподготовку в 4-й Кавказский стрелковый полк в составе той же 2-й Кавказской стрелковой дивизии и после окончания оставлен в РККА. В апреле дивизия была передислоцирована в г. Овруч (Украинский военный округ), где Ширяев в составе Овручского Краснознамённого полка служил на должностях командира стрелкового взвода, взвода полковой школы, помощника начальника штаба полка и начальника сборов ручных пулемётчиков — исполняющего должность командира роты учебного батальона. В апреле 1935 года полк преобразован в 7-й Кавказский стрелковый Краснознамённый, а в мае 1936 года — в 180-й стрелковый в составе 60-й Кавказской стрелковой дивизии, в котором служил командиром взвода, роты и начальником полковой школы.
В октябре 1938 года старший лейтенант А. А. Ширяев направлен на учёбу в Военную академию имени М. В. Фрунзе, во время которого в период с 4 февраля по 11 апреля 1940 года командирован в 591-й стрелковый полк (176-я стрелковая дивизия) на должность начальника штаба полка. 4 мая 1941 года окончил учёбу, после чего назначен на должность помощника начальника оперативного отдела штаба 64-го стрелкового корпуса (Северокавказский военный округ), дислоцированного в Орджоникидзе.

### Великая Отечественная война
В начале июля 1941 года 64-й стрелковый корпус был включён в состав Юго-Западного фронта, после чего принимал участие в боевых действиях в районах городов Фастов, Белая Церковь и Киев в ходе Киевской оборонительной операции.
В начале сентября А. А. Ширяев отозван в Главное управление кадров НКО и затем назначен на должность начальника штаба 358-й стрелковой дивизии, формировавшейся в Бугуруслане (Чкаловская область), а 24 октября переведён на должность заместителя командира этой же дивизии. В ноябре 1941 года дивизия передислоцирована в Марийскую АССР, затем — в район города Горький, в конце ноября — в район Подольска и к 5 января 1942 года — в район озера Селигер. С 9 января 358-я стрелковая дивизия принимала участие в ходе Демянской и Торопецко-Холмской наступательных операций и с 9 февраля вела оборонительные боевые действия в районе города Рудня (Смоленская область). 15 марта майор А. А. Ширяев в районе города Демидов был тяжело контужен, после чего лечился в медсанбате дивизии.
В январе 1943 года полковник А. А. Ширяев назначен на должность командира 45-й лыжной бригады (2-й гвардейский стрелковый корпус), которая вела боевые действия на холмском направлении. В мае 1943 года бригада была расформирована, а полковник А. А. Ширяев переведён на должность командира 46-й стрелковой бригады (44-й стрелковый корпус). В начале октября бригада была направлена на формирование 319-й стрелковой дивизии, а А. А. Ширяев назначен начальником штаба 119-й гвардейской стрелковой дивизии, которая в начале ноября выступила из района города Холм через Великие Луки и с ходу вошла в прорыв в районе города Невель, тем самым перерезав пути отступления невельской группы войск противника по Ленинградскому шоссе. 12 ноября 1943 года А. А. Ширяев был тяжело ранен, после чего два с половиной месяца лечился в госпитале 3-й ударной армии.
После выздоровления 6 февраля 1944 года назначен на должность заместителя командира 282-й стрелковой дивизии, которая вела наступательные боевые действия в районе Пустошки. 1 июля назначен командира этой же дивизии, которая участвовала в ходе Псковско-Островской и Тартуской наступательных операций. 1 сентября 1944 года дивизия отведена в тыл на формирование, а полковник А. А. Ширяев переведён на должность командира 201-й стрелковой дивизии, которая участвовала в боевых действиях в ходе Рижской наступательной операции, после окончания которой выполняла задачи по охране побережья Рижского залива, а с февраля 1945 года вела бои против курляндской группы войск противника.

### Послевоенная карьера
После окончания войны полковник А. А. Ширяев находился на прежней должности командира той же дивизии, с сентября 1945 года дислоцированной в Туркестанском военном округе. В июле 1946 года освобождён от занимаемой должности и назначен начальником штаба 344-й стрелковой дивизии. С октября того же года находился в распоряжении Управления кадров Сухопутных войск и в ноябре назначен заместителем командира 51-й гвардейской стрелковой дивизии (Прибалтийский военный округ). Приказом по округу от 11 октября 1949 года полковник А. А. Ширяев был отстранён от должности с преданием Суду чести офицерского состава «за недостойное поведение офицера Советской армии», после чего находился в распоряжении командующего войсками округа.
В апреле 1950 года назначен преподавателем тактики Окружных объединённых Курсов усовершенствования офицерского состава Прибалтийского военного округа, а в октябре того же года — старшим преподавателем истории военного искусства этих же курсов.
Полковник Андрей Александрович Ширяев умер 29 января 1951 года в военном госпитале Риги.

## Награды
- Два ордена Красного Знамени (30.01.1943, 29.07.1944);
- Орден Богдана Хмельницкого 2 степени (29.06.1945);
- Орден Красной Звезды (06.05.1946);
- Медали.